# Catutosaurus
Catutosaurus es un género de ictiosaurio oftalmosáurido que vivió durante el Jurásico Superior en la Formación Vaca Muerta de Argentina. Contiene una sola especie, C. gaspariniae.